# Wale
Wale, vlastním jménem Olubowale Victor Akintimehin, (* 21. září 1984) je americký rapper. Narodil se ve Washingtonu, D.C. Své první album nazvané Attention Deficit vydal v roce 2009. Podíleli se na něm například Pharrell Williams, Lady Gaga a J. Cole. Druhé album Ambition vyšlo roku 2011 a třetí The Gifted následovalo o další dva roky později. V roce 2013 byl neúspěšně nominován na cenu Grammy.

## Diskografie
- Attention Deficit (2009)
- Ambition (2011)
- The Gifted (2013)
- The Album About Nothing (2015)
- Shine (2017)